# Monts de l’Espinouse

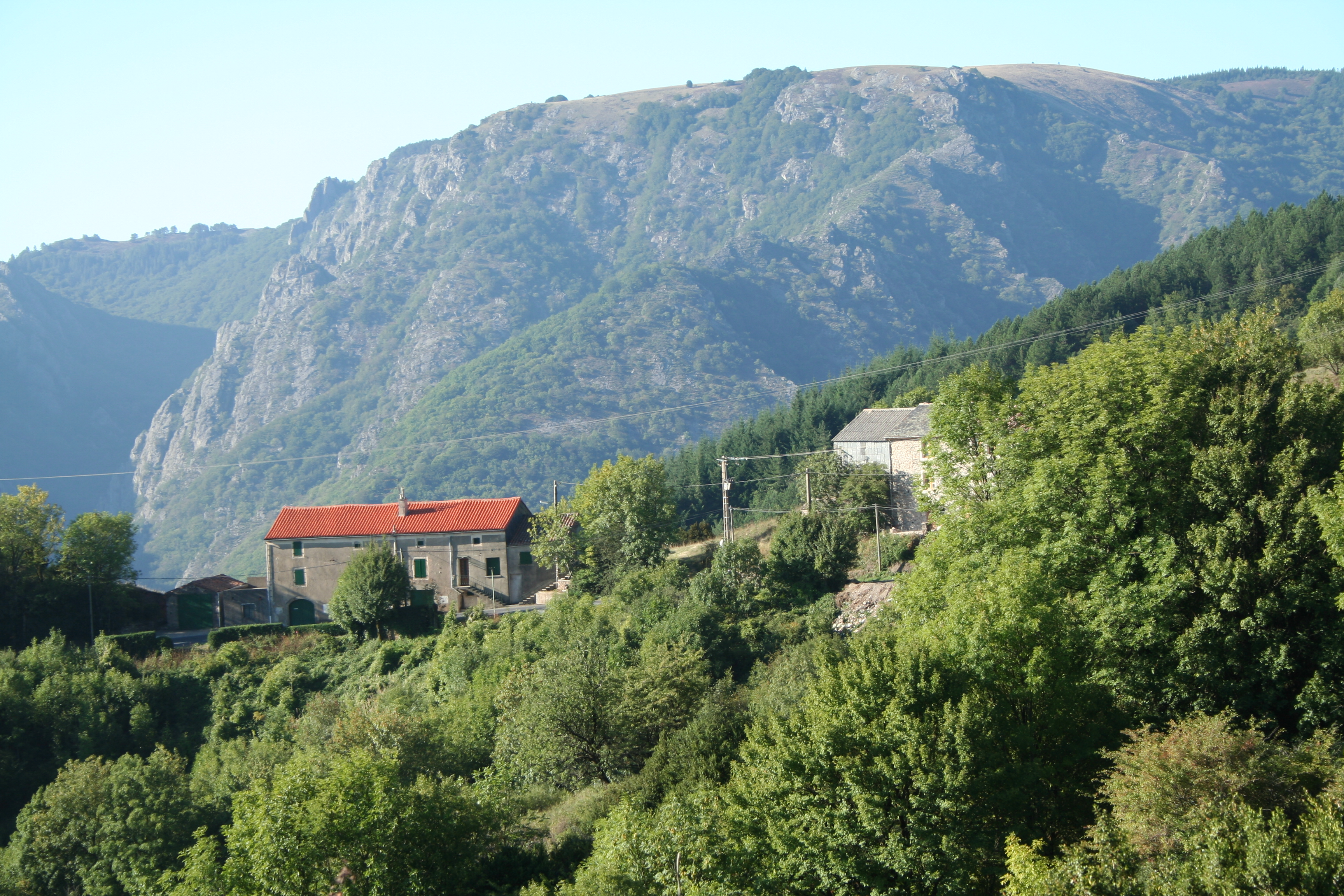
Monts de l’Espinouse bei Castanet-le-Haut

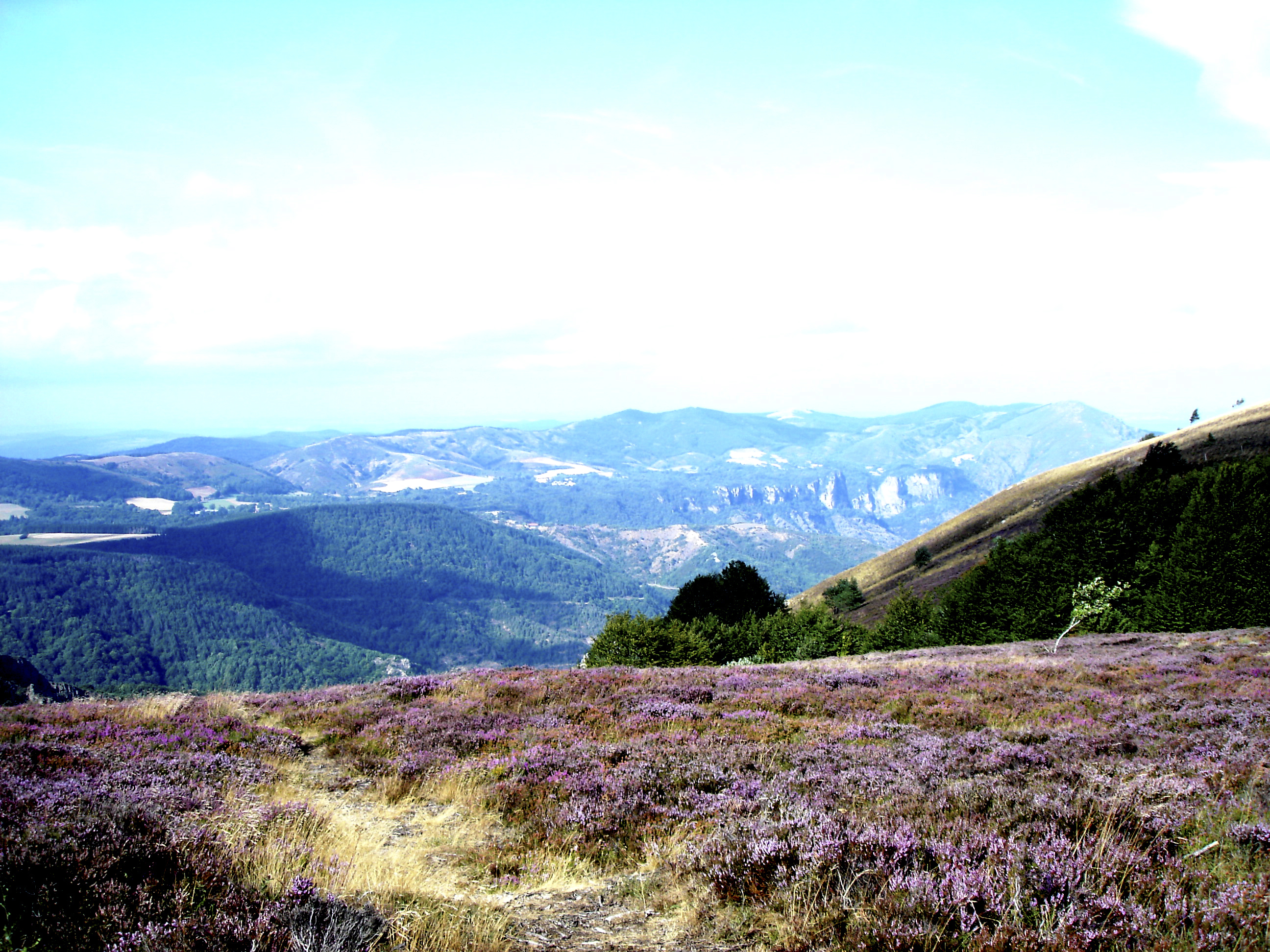
Castanet-le-Haut: Blick in Richtung des Départements Aveyron. Links, der Mont de Marcou

Die Bergkette der Monts de l’Espinouse (auch: Montagne de l’Espinouse) und das damit verbundene Massiv Le Caroux sind mit der Montagne Noire die südlichsten Ausläufer des Zentralmassivs in Frankreich. Geologisch gehört die Bergkette zur Montagne Noire.

## Geographie
Das Gebirgsmassiv liegt im Département Hérault. Der Kamm bildet die Wasserscheide zwischen dem Atlantischen Ozean und dem Mittelmeer. Der höchste Gipfel ist der Sommet de l’Espinouse mit einer Höhe von 1124 m. Einen sehr gut aufgeschlossenen Einblick in die geologische Struktur der Monts de l’Espinouse bietet die bis 900 m unter Gipfelhöhe liegende Schlucht von Héric (Gorges d’Héric).
Flüsse, die in der Region entspringen:
- Agout
- Dourdou de Camarès
- Mare
- Jaur